# 小行星2369
小行星2369（2369 Chekhov）是一颗绕太阳运转的小行星，为主小行星带小行星。该小行星于1976年4月4日发现。
該小行星以俄羅斯作家安東·契訶夫命名。

## 轨道参数
小行星2369的轨道半长轴为2.7836091 UA，离心率为0.045。